# Taraxacum angustisquameum
Taraxacum angustisquameum — вид квіткових рослин з родини айстрових (Asteraceae). Вид зростає в Європі: Ісландія, Англія, Уельс, Шотландія, Ірландія, Данія, Норвегія, Швеція, Фінляндія, Нідерланди, Бельгія, Німеччина, Швейцарія, Австрія, Польща, Франція, Естонія, Латвія, Литва, європейська Росія; це багаторічна рослина помірних біомів.